# Parow Park
Het Parow Park is een multifunctioneel stadion in Kaapstad, een stad in Zuid-Afrika. Het stadion ligt in de wijk Parow.
In het stadion is plaats voor 3.000 toeschouwers. Het stadion wordt vooral gebruikt voor voetbalwedstrijden, de voetbalclub Vasco da Gama maakte gebruik van dit stadion. Ook de voetbalclub Cape Town All Stars speelt hier wedstrijden.